# Truncatoflabellum australiensis
Espèce
Statut CITES
Truncatoflabellum australiensis est une espèce de coraux appartenant à la famille des Flabellidae.